# 青山汰詩
青山 汰詩（あおやま たいし）は、沖縄県立芸術大学音楽学部音楽学科声楽専攻卒の東京で2010年頃迄活動していたシンガーソングライター。
1999年「沖縄県エイズイメージコンテスト」でグランプリを受賞したのをきっかけに活動を開始。
2024年12月 親明(CHIKATERU) 名義にて音楽イベントに出演、一夜限りの復活、再開決定。

## 来歴

### 沖縄時代
- 1999年12月　沖縄県エイズイメージソングコンテストにてグランプリを受賞。それをきっかけにグランプリ曲「遠い明日」（とおいあした）にて2000年3月21日デビュー。以降、沖縄県内のＴＶ、ラジオ出演に加え、コンテスト受賞関連のイベントや学校講演会のゲスト出演、2000年には名桜大学学園祭にてライブを行なう。
- デビュー前は普天間かおりのバックバンドにてピアノを弾いたり、沖縄県内のオペラ公演に出演していた。
- 沖縄時代は「津覇ちかてる」の名前で活動。
- 2000年10月には沖縄県立武道館にて沖縄県主催のライブをmawariと共に行なう。
- 同年末の「2000年FM沖縄年間リクエストチャート50」にて年間46位を獲得。※ちなみに47位はMr.Children「口笛」、45位はDA PUMP「If」である為、インディーズでは大健闘の結果であったが当の本人は既に東京での活動を見据え上京していた為、友人からの電話で報告を受けたと後にライブにて告白

### 東京の活動
- 2003年8月、東京駅「Break station Live」オーディション合格。以後２年間、東京駅構内ステージにて約２ヶ月に１回のペースで出演。川村結花、アルケミスト、メヲコラソン、naivy&ivory、MITO（現: ミトカツユキ）等、プロアマ問わず実力派達と共に出演していた。
- 2004年「亀戸さんストリートライブ」出演。
- 2004年11月東京四谷天窓comfort.にてイベント「男のピアノ」にて東京初のライブハウス出演を果たす。

本人の意向により、初出演からその殆どのライブ活動を四谷天窓（後に四谷から高田馬場に移転「高田馬場 四谷天窓」）にて出演していた。

### 2024年活動再開
●新宿パークタワー ミュージックフェス（2024 12/6 出演予定）

## 出演（ＴＶ・ラジオ・映画）等
- ひめゆりの塔（1995年 東宝）※劇中歌「海ゆかば」俳優永島敏行氏の歌部分の吹替えを担当
- ハッピーアイランド（2000年、ＦＭ沖縄）
- 情報コンビニ龍の髭（2000年、ＲＢＣＴＶ）
- 岩井証夫「チャットステーション」（2000年、ラジオ沖縄）
- 恋戦。OKINAWA Rendez-vous（2001年、7月公開　香港映画）
- 吉永マサユキ「新宿ID」（2006年、9月～ 被写体モデル出演）
- 熱唱オンエアバトル（2005年～2006年）※全出演回全てOAされるという快挙を持つ。その後チャンピオン大会にも出場（これは全出演ソロアーティスト中、青山汰詩、藤田大吾（現: aluto)、山田和明の3人のみの記録であり、その中でも青山と藤田はレギュラー放送出演時の順位（キロバトル）においても毎回3位以内でOAを獲得の記録を持っている。
- ライオンの穴（2006年、MTV）
- ガリンペイロ（2007年、MXTV）
- 新宿パークタワー ミュージックフェス（2024 12/6 出演予定）

## 熱唱オンエアバトルの結果
| オンエア？                                    | 放送                                          | 重量（KB） | 順位   | 曲名                     |
| --------------------------------------------- | --------------------------------------------- | ---------- | ------ | ------------------------ |
| オンエア                                      | 31                                            | 453KB      | 1/10位 | 大切な時～三日月の夜に～ |
| オンエア                                      | 42                                            | 405KB      | 3/10位 | 遠い明日                 |
| オンエア                                      | 47                                            | 405KB      | 3/10位 | 夢を見る人               |
| 第2回チャンピオン大会 セミファイナルBブロック | 第2回チャンピオン大会 セミファイナルBブロック | 361KB      | 9/11位 | 愛せない                 |